# Julija Igorewna Graudyn
Julija Igorewna Graudyn (russisch Юлия Игоревна Граудынь, engl. Transkription Yuliya Graudyn; * 13. November 1970 in Moskau) ist eine ehemalige russische Hürdenläuferin.

## Karriere
Graudyn belegte bei den Leichtathletik-Hallenweltmeisterschaften 1993 in Toronto den vierten Platz im 60-Meter-Hürdenlauf. Bei den  Leichtathletik-Europameisterschaften 1994 in Helsinki gewann sie im 100-Meter-Hürdenlauf die Silbermedaille hinter der Bulgarin Swetla Dimitrowa. Außerdem wurde sie in derselben Saison Zweite beim IAAF Grand Prix Final in Paris.
Den Höhepunkt ihrer Laufbahn erlebte Graudyn bei den Leichtathletik-Weltmeisterschaften 1995 in Göteborg. Im 100-Meter-Hürdenlauf gewann sie mit einer Zeit von 12,85 s die Bronzemedaille hinter der US-Amerikanerin Gail Devers (12,68 s) und der Kasachin Olga Schischigina (12,80 s).
Danach gelang Graudyn bei internationalen Meisterschaften kein Finaleinzug mehr. Bei den beiden folgenden Leichtathletik-Weltmeisterschaften 1997 in Athen und 1999 in Sevilla sowie bei den Olympischen Spielen 1996 in Atlanta erreichte sie jeweils die Halbfinalrunde. Bei den Olympischen Spielen 2000 schied sie bereits in der Viertelfinalrunde aus.
Julija Graudyn ist 1,74 m groß und hatte ein Wettkampfgewicht von 63 kg. Sie startete für Spartak Moskau und ZSKA Moskau. Sie ist mit dem ehemaligen 800-Meter-Läufer Wladimir Graudyn verheiratet.

## Bestleistungen
- 50 m Hürden (Halle): 6,73 s, 27. Januar 1995, Moskau
- 60 m Hürden (Halle): 7,93 s, 27. Januar 1994, Moskau
- 100 m Hürden: 12,62 s, 30. August 1994, Berlin